# Coccomyces heterophyllae
Coccomyces heterophyllae är en svampart som beskrevs av A. Funk 1968. Coccomyces heterophyllae ingår i släktet Coccomyces och familjen Rhytismataceae.   Inga underarter finns listade i Catalogue of Life.